# Penny Market
Penny Markt eller Penny Market er en tysk discountbutikskæde med 3.550 butikker. Den blev etableret af Leibbrand Gruppe i 1973 og siden 1989 har den været ejet af REWE Group.